# Rajagopal P. V.
 (octobre 2018).
Si vous disposez d'ouvrages ou d'articles de référence ou si vous connaissez des sites web de qualité traitant du thème abordé ici, merci de compléter l'article en donnant les références utiles à sa vérifiabilité et en les liant à la section « Notes et références ».
Rajagopal P. V. (né en 1948), est un militant gandhien et altermondialiste de l'Inde, fondateur et président de Ekta Parishad. Il est aussi vice-président de la Gandhi Peace Foundation (en), New Delhi.

## Biographie
Rajagopal est né en 1948 à Thillenkery, village du Kerala, le quatrième de cinq enfants. Son père était un « combattant de la liberté », pour l'indépendance de l'Inde, et donc souvent absent de la maison. L'éducation de base de Rajagopal à Seva Mandir, en Malayalam, suit la philosophie de Gandhi (vie communautaire et travaux en commun). Puis il étudie la danse et la musique classiques, avant de recevoir un diplôme d’ingénieur agricole en 1969 à l'ashram Sevagram de Gandhi dans le Maharashtra. C'est là qu'il apprend l'anglais.[réf. nécessaire]
Dans le train Gandhi Express, qui circule durant un an en Inde à l'occasion du centenaire de la naissance de Gandhi en 1969, il est interpellé par de nombreux jeunes et se sent poussé à s'engager pratiquement dans les luttes non-violentes.[réf. nécessaire]
Rajagopal a fait le choix de n'utiliser publiquement que son prénom, afin de ne pas être étiqueté pour son appartenance à une caste.[réf. nécessaire] Il est marié depuis 1993 à Jill Carr-Harris, une Canadienne qui est aussi engagée dans le changement social.

## Engagements
De 1970 à 1978, Rajagopal fait partie d'un ashram installé à Joura, une localité proche de Gwâlior (Madhya Pradesh), dans une région souffrant du banditisme. Le groupe gandhien parvient peu à peu à entrer en contact avec les groupes responsables des exactions et obtient la reddition volontaire de nombreux dacoïts qui déposent leurs armes devant le portrait du mahatma Gandhi. Ces hommes vont pour 15, 20 ou même 25 ans en prison. Le groupe gandhien aide alors les prisonniers d'une part et leurs familles d'autre part. Puis Rajagopal passe une année au Nagaland où il y avait des conflits entre l’armée et les mouvements clandestins, et une autre année en Orissa avec les communautés tribales.
Dès 1980, Rajagopal revient dans le Chhattisgarh. Son expérience lui a montré que les luttes qu'il avait menées contre la « violence physique » étaient insuffisantes tant qu'il y aurait pauvreté, injustice, corruption et dénuement. Il entreprend des campagnes contre la « violence structurelle », en formant de nombreux jeunes à combattre l’exploitation et la pauvreté de façon non-violente dans les villages. Ceux qui profitent de ce système se tournent alors contre lui : « chacun était contre moi parce que je soulevais des questions comme : pourquoi la terre n’est-elle pas redistribuée, pourquoi y a-t-il des travailleurs-esclaves dans le pays, pourquoi tant de corruption dans les bureaux du gouvernement, pourquoi les politiciens fuient-ils leurs responsabilités ? »
C'est à cette époque qu'il est nommé par la Cour suprême pour enquêter sur le problème des travailleurs asservis. Le pouvoir que lui procure cette fonction officielle lui permet d'œuvrer entre 1985 et 1990 à la réhabilitation de milliers de personnes travaillant dans des carrières de pierres, sur des chantiers de barrages ou autres, à Trichy, Erode et Salem, au Tamil Nadu. Rajagopal élargit son action à plusieurs États et régions, il fonde plusieurs institutions et organisations, et finalement une structure faîtière en 1991 : Ekta Parishad, dont il est le président. Il devient aussi secrétaire de la Gandhi Peace Foundation (Delhi) et président du Comité pour la campagne nationale des travailleurs ruraux.
Ekta Parishad aide en particulier les « paysans sans terres » à mieux contrôler les ressources qui leur permettent de subsister : la terre, l’eau et la forêt. Lors de sa rencontre avec le Premier ministre le 24 décembre 2005, Rajagopal a exprimé les demandes de son mouvement : « Mettez en place une autorité nationale chargée de la terre qui aura le pouvoir d’intervenir dans différents litiges et problèmes concernant la terre et qui pourra prendre des décisions ». La campagne Janadesh 2007 a essentiellement visé ce but.
En octobre 2012, Rajagopal et Ekta Parishad lancent une nouvelle marche Janadesh 2012 de Gwalior à Delhi.
La campagne Jai Jagat 2020 est une marche prévue sur la durée d’une année entière. Le départ de Delhi a eu lieu le 2 octobre 2019. L'arrivée est prévue le 26 septembre 2020 à Genève. En Suisse ce mouvement est soutenu par le canton et la Ville de Genève, ainsi que par l'ancienne présidente de la Confédération Ruth Dreifuss.
Rajagopal est membre du comité de parrainage du Tribunal Russell sur la Palestine dont les travaux ont commencé le 4 mars 2009.

## Galerie

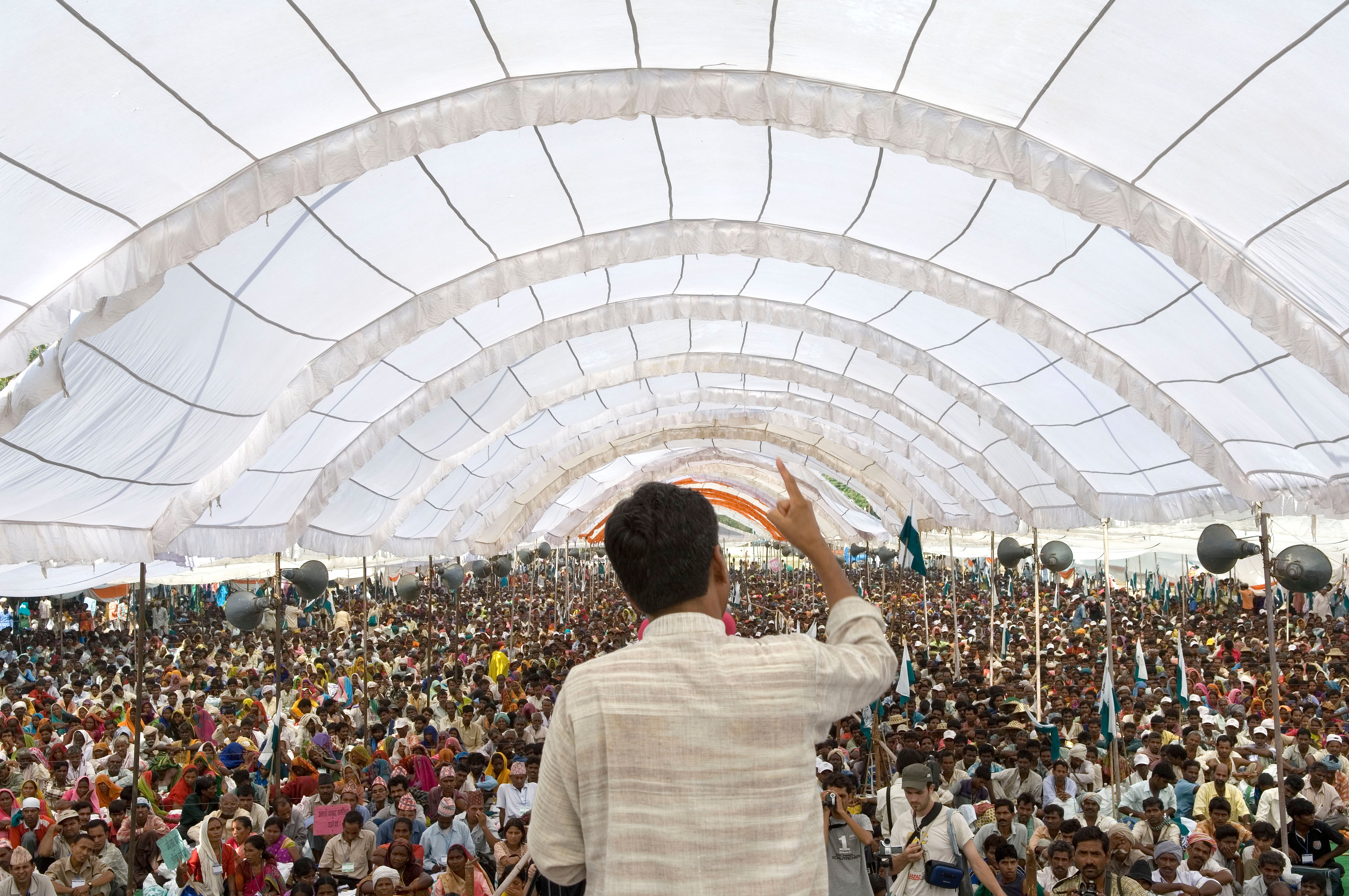
Rajagopal s'adressant à 25 000 personnes, Janadesh 2007
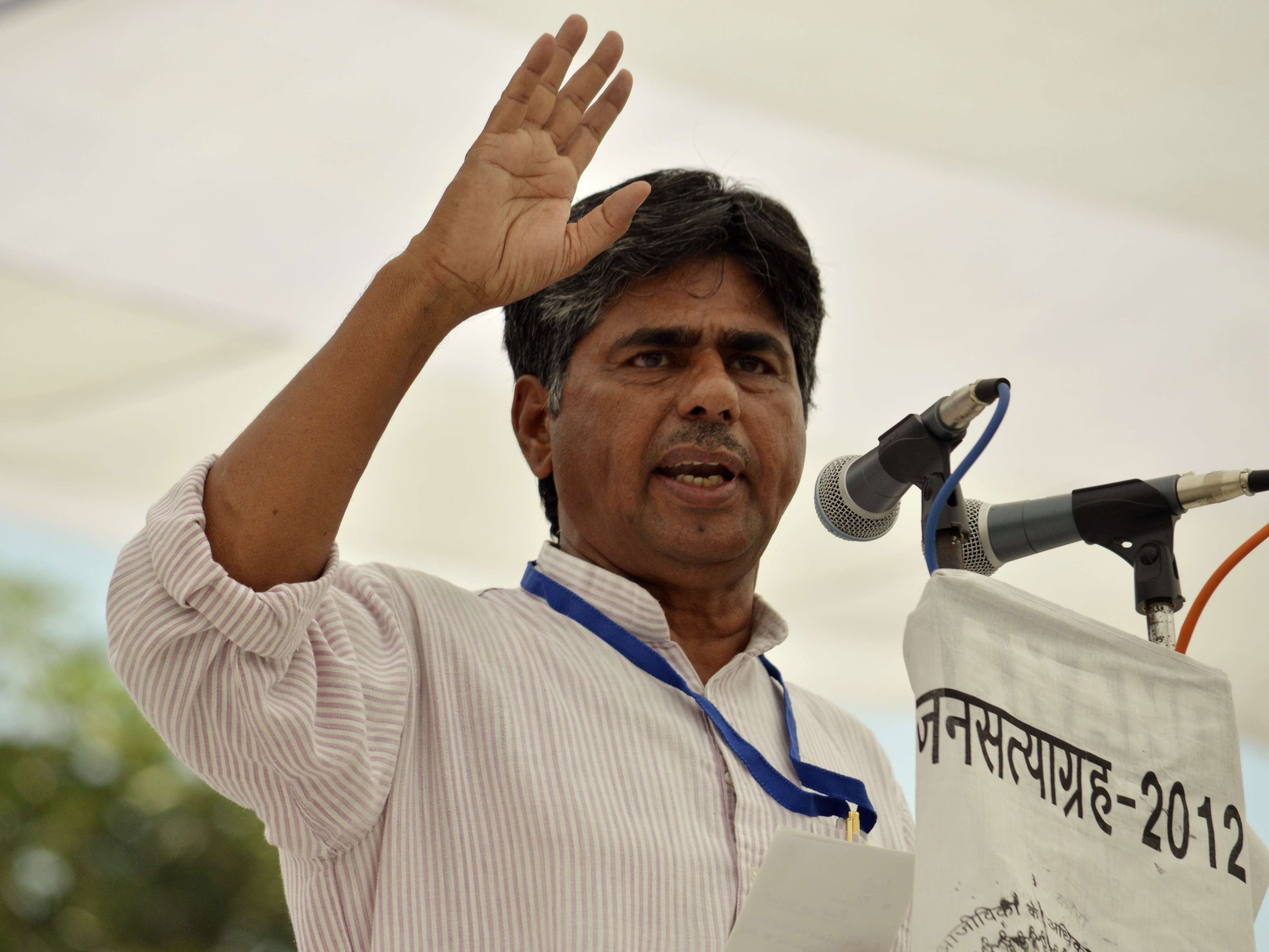
Rajagopal annonçant le départ de Jan Satyagraha, Gwalior, octobre 2012